# Blaues Pferd I
Blaues Pferd I (pol. Niebieski koń I) – ekspresjonistyczny obraz olejny, namalowany w 1911 roku przez niemieckiego malarza Franza Marca, znajdujący się w zbiorach Lenbachhaus w Monachium. Płótno powstało niedługo przed założeniem ugrupowania artystycznego Błękitny Jeździec, którego członkiem był Marc. 
W roku 2012 Deutsche Post wydała znaczek pocztowy z wizerunkiem Niebieskiego konia I, z okazji setnej rocznicy założenia ugrupowania.

## Opis
Obraz przedstawia konia w różnych odcieniach niebieskości, z głową lekko przechyloną w lewo, jakby uchwyconą w geście zamyślenia. Jego przednie nogi są w wyraźnym rozkroku, tylne zawieszone są w przestrzeni. Koń przedstawiony został na tle górskiego, wielobarwnego i abstrakcyjnego pejzażu, składającego się ze wzgórz namalowanych w sposób uproszczony. Na pierwszym planie, po prawej stronie, tuż obok kopyta konia, Marc namalował uproszczoną roślinę z trzema podłużnymi liśćmi.
Teoria koloru Franza Marca, która ma decydujące znaczenie dla wielu jego dojrzałych prac i którą szczegółowo wyjaśnia w liście do malarza Augusta Macke z grudnia 1910 roku, jest tu zilustrowana w bardzo klarowny sposób. Kolor niebieski to pierwiastek męski, stanowczy i duchowy. Żółty jest kobiecy, łagodny, wesoły i zmysłowy. Czerwony to materia, ciężkość i gwałtowność. Czerwień według Marca miała też zdolność ujarzmienia błękitu i żółci, natomiast zmieszanie czerwieni i błękitu dawało barwę fioletową, oznaczającą skrajną żałobę. W takiej sytuacji, dla zachowania harmonii, wymagana była barwa żółta, która wzajemnie się uzupełnia i jest łagodząca. Pomieszanie czerwieni i żółci dawało kolor pomarańczowy, barwę bierną i chłodną, która potrzebowała pierwiastka męskiego, aktywnego. Połączenie błękitu i żółci dawało zieleń, która automatycznie uruchamiała czerwień oznaczającą materię. Zieleń nigdy jednak nie była w stanie poskromić czerwieni, dlatego potrzebowała pomocy żółci i błękitu.
Rola koloru niebieskiego jako symbolu duchowości i zwycięstwa nad materią, jest w tym obrazie dobitnie wyrażona. Niebieski koń zostaje podniesiony do rangi patetycznej i wyrazistej; stojąc z pochyloną głową, zwierzę sprawia wrażenie czującej istoty. Franz Marc podkreślał wiele swoich zwierzęcych przedstawień postawami i metodami kompozycyjnymi tradycyjnego malowania postaci – takich jak zamyślona postać z tyłu, zanurzona w widoku natury na obrazach Caspara Davida Friedricha – i tym samym nadał koniowi cechy ludzkie.